# Cot Si Barieh Silaba
Cot Si Barieh Silaba är en kulle i Indonesien.   Den ligger i provinsen Aceh, i den västra delen av landet, 1 800 km nordväst om huvudstaden Jakarta. Toppen på Cot Si Barieh Silaba är 151 meter över havet.
Terrängen runt Cot Si Barieh Silaba är platt åt nordväst, men åt sydost är den kuperad. Havet är nära Cot Si Barieh Silaba åt nordväst. Runt Cot Si Barieh Silaba är det tätbefolkat, med 257 invånare per kvadratkilometer. Närmaste större samhälle är Banda Aceh, 13,5 km sydväst om Cot Si Barieh Silaba. Omgivningarna runt Cot Si Barieh Silaba är en mosaik av jordbruksmark och naturlig växtlighet.